# Ibrahim Orabi
Ibrahim Ahmad Orabi (in arabo إبراهيم احمد عرابي‎?; Alessandria d'Egitto, 1912 – Alessandria d'Egitto, 2 luglio 1957) è stato un lottatore egiziano, specializzato nella lotta greco-romana.

## Palmarès
- Giochi olimpici
- Londra 1948: bronzo nei pesi medio-massimi.
- Giochi del Mediterraneo

Alessandria d'Egitto 1951: argento nei pesi medio massimi (-87 kg);